# Prêmio Hugo de Melhor Conto
O Prêmio Hugo é entregue anualmente pela World Science Fiction Society para a melhor realização em trabalhos de fantasia ou ficção científica do ano anterior. O prêmio é em homenagem a Hugo Gernsback, fundador da pioneira revista de ficção científica Amazing Stories, e já foi oficialmente conhecido como Science Fiction Achievement Award. Ele já foi descrito como "uma boa vitrine para ficção especulativa" e "o mais conhecido prêmio literário para trabalhos de ficção cientítica". O Prêmio Hugo de Melhor Conto é entregue anualmente para contos de fantasia ou ficção científica publicados em inglês ou traduzidos para o inglês no ano anterior. Um trabalho de ficção é definido pela organização como um conto quando ele possui menos de 7.500 palavras; prêmios também são entregues para peças de maior tamanho nas categorias de noveleta, novela e romance.
O Prêmio Hugo de Melhor Conto é entregue anualmente desde 1955, com exceção de 1957. O prêmio foi intitulado "Melhor Ficção Curta", ao invés de "Melhor Conto", entre 1960–1966. Durante esse período nenhuma categoria de noveleta era entregue e a categoria de novela ainda não havia sido estabelecida; o prêmio era definido apenas como um trabalho "de menor tamanho do que um romance" que não foi publicado como uma peça única.  Além dos Prêmios Hugo regulares, começando no Prêmio Hugo Retrospectivo de 1996, ou "Retro Hugo", está disponível um prêmio para ser entregue a trabalhos de 50, 75 ou 100 anos antes, quando o Hugo ainda não existia. Até hoje, o Retro Hugo foi entregue para os anos de 1946, 1951 e 1954.
Os indicados e vencedores são escolhidos pelos membros atendentes ou apoiadores da anual World Science Fiction Convention (Worldcon) e a apresentação dos vencedores constitui o evento central. O processo de seleção é definido na World Science Fiction Society Constitution como uma votação preferencial com cinco indicados, exceto nos casos de empate. Esses cinco trabalhos na cédula de votação são os cinco mais votados pelos membros naquele ano, com nenhum limite para o número de trabalhos que podem ser candidatados. Os prêmios de 1955 a 1958 não incluiam o reconhecimento dos indicados, porém desde 1959 todos os cinco indicados foram registrados. Candidaturas iniciais são feitas entre janeiro e março, enquanto a votação na cédula dos cinco indicados ocorre de abril até julho, sujeito a mudança dependendo de quando a Worldcon do ano é realizada. Worldcons geralmente são realizadas no começo de setembro, e ocorrem em cidades diferentes ao redor do mundo todo ano.
Em seus 59 anos, 148 autores tiveram trabalhos indicados; 44 venceram, incluindo co-autores e Retro Hugos. Harlan Ellison venceu o maior número de Hugos de Melhor Conto com quatro, e Larry Niven, Mike Resnick, Michael Swanwick e Connie Willis venceram cada um três vezes, também sendo os únicos autores a vencerem mais de uma vez. Resnick recebeu o maior número de indicações com 17, enquanto Swanwick recebeu 14; nenhum outro autor conseguiu mais de sete. Michael A. Burstein, com 7, possui o maior número de indicações sem nunca vencer.

## Vencedores e indicados
Nas tabelas a seguir, os anos correspondem ao ano da cerimônia, ao invés de quando o trabalho foi publicado. Nomes com o fundo azul e um asterisco (*) são os vencedores; aqueles com o fundo branco são os outros indicados. Se o conto foi publicado originalmente em um livro junto com outras histórias ao invés de em uma revista, o título do livro está incluido depois do nome da editora.
  *   Vencedores
| Ano  | Autor                    | Conto | Editora ou publicação                                            | Ref    |
| ---- | ------------------------ | --- | ---------------------------------------------------------------- | ------ |
| 1955 | Eric Frank Russell*      | "Allamagoosa" | Astounding Science-Fiction                                       | [ 9 ]  |
| 1956 | Arthur C. Clarke*        | "The Star" | Infinity                                                         | [ 10 ] |
| 1958 | Avram Davidson*          | "Or All the Seas with Oysters" | Galaxy Science Fiction                                           | [ 11 ] |
| 1959 | Robert Bloch*            | "That Hell-Bound Train" | The Magazine of Fantasy & Science Fiction                        | [ 12 ] |
| 1959 | Anton Lee Baker          | "They've Been Working On..." | Astounding Science-Fiction                                       | [ 12 ] |
| 1959 | Alfred Bester            | "The Men Who Murdered Mohammed" | The Magazine of Fantasy & Science Fiction                        | [ 12 ] |
| 1959 | J. F. Bone               | "Triggerman" | Astounding Science-Fiction                                       | [ 12 ] |
| 1959 | Algis Budrys             | "The Edge of the Sea" | Venture Science Fiction                                          | [ 12 ] |
| 1959 | C. M. Kornbluth          | "The Advent on Channel Twelve" | Ballantine Books (Star Science Fiction Stories #4)               | [ 12 ] |
| 1959 | C. M. Kornbluth          | "Theory of Rocketry" | The Magazine of Fantasy & Science Fiction                        | [ 12 ] |
| 1959 | Fritz Leiber             | "Rump-Titty-Titty-Tum-Tah-Tee" | The Magazine of Fantasy & Science Fiction                        | [ 12 ] |
| 1959 | Stanley Mullen           | "Space to Swing a Cat" | Astounding Science-Fiction                                       | [ 12 ] |
| 1959 | Manly Wade Wellman       | "Nine Yards of Other Cloth" | The Magazine of Fantasy & Science Fiction                        | [ 12 ] |
| 1960 | Daniel Keyes*            | "Flowers for Algernon" | The Magazine of Fantasy & Science Fiction                        | [ 13 ] |
| 1960 | Philip José Farmer       | "The Alley Man" | The Magazine of Fantasy & Science Fiction                        | [ 13 ] |
| 1960 | Alfred Bester            | "The Pi Man" | The Magazine of Fantasy & Science Fiction                        | [ 13 ] |
| 1960 | Theodore Sturgeon        | "The Man Who Lost the Sea" | The Magazine of Fantasy & Science Fiction                        | [ 13 ] |
| 1960 | Ralph Williams           | "Cat and Mouse" | Astounding Science-Fiction                                       | [ 13 ] |
| 1961 | Poul Anderson*           | "The Longest Voyage" | Analog Science Fact & Fiction                                    | [ 14 ] |
| 1961 | Pauline Ashwell          | "The Lost Kafoozalum" | Analog Science Fact & Fiction                                    | [ 14 ] |
| 1961 | Philip José Farmer       | "Open to Me, My Sister" (também conhecido como "My Sister's Brother")                                                                                  | The Magazine of Fantasy & Science Fiction                        | [ 14 ] |
| 1961 | Theodore Sturgeon        | "Need" | Beyond Fantasy Fiction                                           | [ 14 ] |
| 1962 | Brian Aldiss*            | "Hothouse" | The Magazine of Fantasy & Science Fiction                        | [ 15 ] |
| 1962 | Lloyd Biggle, Jr.        | "Monument" | Analog Science Fact & Fiction                                    | [ 15 ] |
| 1962 | Fritz Leiber             | "Scylla's Daughter" | Fantastic                                                        | [ 15 ] |
| 1962 | Mack Reynolds            | "Status Quo" | Analog Science Fact & Fiction                                    | [ 15 ] |
| 1962 | James H. Schmitz         | "Lion Loose" | Analog Science Fact & Fiction                                    | [ 15 ] |
| 1963 | Jack Vance*              | "The Dragon Masters" | Galaxy Science Fiction                                           | [ 16 ] |
| 1963 | Gary Jennings            | "Myrrha" | The Magazine of Fantasy & Science Fiction                        | [ 16 ] |
| 1963 | Fritz Leiber             | "The Unholy Grail" | Fantastic                                                        | [ 16 ] |
| 1963 | Theodore Sturgeon        | "When You Care, When You Love" | The Magazine of Fantasy & Science Fiction                        | [ 16 ] |
| 1963 | Thomas Burnett Swann     | "Where Is the Bird of Fire?" | Science Fantasy                                                  | [ 16 ] |
| 1964 | Poul Anderson*           | "No Truce with Kings" | The Magazine of Fantasy & Science Fiction                        | [ 17 ] |
| 1964 | Rick Raphael             | "Code Three" | Analog Science Fact & Fiction                                    | [ 17 ] |
| 1964 | Roger Zelazny            | "A Rose for Ecclesiastes" | The Magazine of Fantasy & Science Fiction                        | [ 17 ] |
| 1964 | Edgar Rice Burroughs     | "Savage Pellucidar" | Amazing Stories                                                  | [ 17 ] |
| 1965 | Gordon R. Dickson*       | "Soldier, Ask Not" | Galaxy Science Fiction                                           | [ 18 ] |
| 1965 | Rick Raphael             | "Once a Cop" | Analog Science Fact & Fiction                                    | [ 18 ] |
| 1965 | Robert F. Young          | "Little Dog Gone" | Worlds of Tomorrow                                               | [ 18 ] |
| 1966 | Harlan Ellison*          | "'Repent, Harlequin!' Said the Ticktockman" | Galaxy Science Fiction                                           | [ 19 ] |
| 1966 | Poul Anderson            | "Marque and Reprisal" | The Magazine of Fantasy & Science Fiction                        | [ 19 ] |
| 1966 | Philip José Farmer       | "Day of the Great Shout" | Worlds of Tomorrow                                               | [ 19 ] |
| 1966 | Fritz Leiber             | "Stardock" | Fantastic                                                        | [ 19 ] |
| 1966 | Roger Zelazny            | "The Doors of His Face, The Lamps of His Mouth" | The Magazine of Fantasy & Science Fiction                        | [ 19 ] |
| 1967 | Larry Niven*             | "Neutron Star" | If                                                               | [ 20 ] |
| 1967 | Brian Aldiss             | "Man In His Time" | Signet Books (Who Can Replace a Man?)                            | [ 20 ] |
| 1967 | Harlan Ellison           | "Delusions for a Dragon Slayer" | Knight                                                           | [ 20 ] |
| 1967 | Raymond F. Jones         | "Rat Race" | Analog Science Fact & Fiction                                    | [ 20 ] |
| 1967 | Richard McKenna          | "The Secret Place" | Putnam Publishing Group (Orbit #1)                               | [ 20 ] |
| 1967 | Fred Saberhagen          | "Mr. Jester" | If                                                               | [ 20 ] |
| 1967 | Bob Shaw                 | "Light of Other Days" | Analog Science Fact & Fiction                                    | [ 20 ] |
| 1967 | Roger Zelazny            | "Comes Now the Power" | Magazine of Horror                                               | [ 20 ] |
| 1968 | Harlan Ellison*          | "I Have No Mouth, and I Must Scream" | If                                                               | [ 21 ] |
| 1968 | Larry Niven              | "The Jigsaw Man" | Doubleday (Dangerous Visions)                                    | [ 21 ] |
| 1968 | Samuel R. Delany         | "Aye, and Gomorrah" | Doubleday (Dangerous Visions)                                    | [ 21 ] |
| 1969 | Harlan Ellison*          | "The Beast that Shouted Love at the Heart of the World"                                                                                                | Galaxy Science Fiction                                           | [ 22 ] |
| 1969 | Larry Niven              | "All the Myriad Ways" | Galaxy Science Fiction                                           | [ 22 ] |
| 1969 | Terry Carr               | "The Dance of the Changer and the Three" | Pocket Books (The Farthest Reaches)                              | [ 22 ] |
| 1969 | Betsy Curtis             | "The Steiger Effect" | Analog Science Fact & Fiction                                    | [ 22 ] |
| 1969 | Damon Knight             | "Masks" | Playboy                                                          | [ 22 ] |
| 1970 | Samuel R. Delany*        | "Time Considered as a Helix of Semi-Precious Stones"                                                                                                   | New Worlds                                                       | [ 23 ] |
| 1970 | Robert Silverberg        | "Passengers" | Putnam Publishing Group (Orbit #4)                               | [ 23 ] |
| 1970 | Larry Niven              | "Not Long Before the End" | The Magazine of Fantasy & Science Fiction                        | [ 23 ] |
| 1970 | Gregory Benford          | "Deeper than the Darkness" | The Magazine of Fantasy & Science Fiction                        | [ 23 ] |
| 1970 | Ursula K. Le Guin        | "Winter's King" | Putnam Publishing Group (Orbit #5)                               | [ 23 ] |
| 1971 | Theodore Sturgeon*       | "Slow Sculpture" | Galaxy Science Fiction                                           | [ 24 ] |
| 1971 | R. A. Lafferty           | "Continued on Next Rock" | Putnam Publishing Group (Orbit #7)                               | [ 24 ] |
| 1971 | Gordon R. Dickson        | "Jean Duprès" | Delacorte Press (Nova #1)                                        | [ 24 ] |
| 1971 | Keith Laumer             | "In the Queue" | Putnam Publishing Group (Orbit #7)                               | [ 24 ] |
| 1971 | Ben Bova                 | "Brillo" | Analog Science Fact & Fiction                                    | [ 24 ] |
| 1972 | Larry Niven*             | "Inconstant Moon" | Ballantine Books (All the Myriad Ways)                           | [ 25 ] |
| 1972 | Ursula K. Le Guin        | "Vaster than Empires and More Slow" | Doubleday (New Dimensions #1)                                    | [ 25 ] |
| 1972 | Clifford D. Simak        | "The Autumn Land" | The Magazine of Fantasy & Science Fiction                        | [ 25 ] |
| 1972 | Stephen Tall             | "The Bear with the Knot on His Tail" | The Magazine of Fantasy & Science Fiction                        | [ 25 ] |
| 1972 | R. A. Lafferty           | "Sky" | Doubleday (New Dimensions #1)                                    | [ 25 ] |
| 1972 | George Alec Effinger     | "All the Last Wars at Once" | Bantam Spectra (Universe #1)                                     | [ 25 ] |
| 1973 | R. A. Lafferty* (empate) | "Eurema's Dream" | Doubleday (New Dimensions #2)                                    | [ 26 ] |
| 1973 | Frederik Pohl* (empate)  | "The Meeting" | The Magazine of Fantasy & Science Fiction                        | [ 26 ] |
| 1973 | Robert Silverberg        | "When We Went to See the End of the World" | Bantam Spectra (Universe #2)                                     | [ 26 ] |
| 1973 | Alice Sheldon            | "And I Awoke and Found Me Here on the Cold Hill's Side"                                                                                                | The Magazine of Fantasy & Science Fiction                        | [ 26 ] |
| 1973 | Joanna Russ              | "When It Changed" | Doubleday (Again, Dangerous Visions)                             | [ 26 ] |
| 1974 | Ursula K. Le Guin*       | "The Ones Who Walk Away from Omelas" | Doubleday (New Dimensions #3)                                    | [ 27 ] |
| 1974 | George R. R. Martin      | "With Morning Comes Mistfall" | Analog Science Fact & Fiction                                    | [ 27 ] |
| 1974 | Clifford D. Simak        | "Construction Shack" | If                                                               | [ 27 ] |
| 1974 | Vonda N. McIntyre        | "Wings" | Ballantine Books (The Alien Condition)                           | [ 27 ] |
| 1975 | Larry Niven*             | "The Hole Man" | Analog Science Fact & Fiction                                    | [ 28 ] |
| 1975 | Alfred Bester            | "The Four-Hour Fugue" | Analog Science Fact & Fiction                                    | [ 28 ] |
| 1975 | Michael Bishop           | "Cathadonian Odyssey" | The Magazine of Fantasy & Science Fiction                        | [ 28 ] |
| 1975 | Ursula K. Le Guin        | "The Day Before the Revolution" | Galaxy Science Fiction                                           | [ 28 ] |
| 1975 | Robert Silverberg        | "Schwartz Between the Galaxies" | Ballantine Books (Stellar #1)                                    | [ 28 ] |
| 1976 | Fritz Leiber*            | "Catch That Zeppelin!" | The Magazine of Fantasy & Science Fiction                        | [ 29 ] |
| 1976 | Harlan Ellison           | "Croatoan" | The Magazine of Fantasy & Science Fiction                        | [ 29 ] |
| 1976 | P. J. Plauger            | "Child of All Ages" | Analog Science Fact & Fiction                                    | [ 29 ] |
| 1976 | Richard A. Lupoff        | "Sail the Tide of Mourning" | Doubleday (New Dimensions #5)                                    | [ 29 ] |
| 1976 | Michael Bishop           | "Rogue Tomato" | Doubleday (New Dimensions #5)                                    | [ 29 ] |
| 1976 | Gregory Benford          | "Doing Lennon" | Analog Science Fact & Fiction                                    | [ 29 ] |
| 1977 | Joe Haldeman*            | "Tricentennial" | Analog Science Fact & Fiction                                    | [ 30 ] |
| 1977 | Charles L. Grant         | "A Crowd of Shadows" | The Magazine of Fantasy & Science Fiction                        | [ 30 ] |
| 1977 | Damon Knight             | "I See You" | The Magazine of Fantasy & Science Fiction                        | [ 30 ] |
| 1977 | James White              | "Custom Fitting" | Ballantine Books (Stellar #2)                                    | [ 30 ] |
| 1978 | Harlan Ellison*          | "Jeffty Is Five" | The Magazine of Fantasy & Science Fiction                        | [ 31 ] |
| 1978 | John Varley              | "Air Raid" | Asimov's Science Fiction                                         | [ 31 ] |
| 1978 | Spider Robinson          | "Dog Day Evening" | Analog Science Fact & Fiction                                    | [ 31 ] |
| 1978 | Randall Garrett          | "Lauralyn" | Analog Science Fact & Fiction                                    | [ 31 ] |
| 1978 | Alice Sheldon            | "Time-Sharing Angel" | The Magazine of Fantasy & Science Fiction                        | [ 31 ] |
| 1979 | C. J. Cherryh*           | "Cassandra" | The Magazine of Fantasy & Science Fiction                        | [ 32 ] |
| 1979 | Harlan Ellison           | "Count the Clock that Tells the Time" | OMNI                                                             | [ 32 ] |
| 1979 | Joan D. Vinge            | "View From a Height" | Analog Science Fact & Fiction                                    | [ 32 ] |
| 1979 | Edward Bryant            | "Stone" | The Magazine of Fantasy & Science Fiction                        | [ 32 ] |
| 1979 | Ian Watson               | "The Very Slow Time Machine" | Faber and Faber (Anticipations)                                  | [ 32 ] |
| 1980 | George R. R. Martin*     | "The Way of Cross and Dragon" | OMNI                                                             | [ 33 ] |
| 1980 | Orson Scott Card         | "Unaccompanied Sonata" | OMNI                                                             | [ 33 ] |
| 1980 | Ted Reynolds             | "Can These Bones Live?" | Analog Science Fact & Fiction                                    | [ 33 ] |
| 1980 | Edward Bryant            | "giANTS" | Analog Science Fact & Fiction                                    | [ 33 ] |
| 1980 | Connie Willis            | "Daisy, In the Sun" | Galileo                                                          | [ 33 ] |
| 1981 | Clifford D. Simak*       | "Grotto of the Dancing Deer" | Analog Science Fact & Fiction                                    | [ 34 ] |
| 1981 | John Varley              | "Our Lady of the Sauropods" | OMNI                                                             | [ 34 ] |
| 1981 | Susan C. Petry           | "Spidersong" | The Magazine of Fantasy & Science Fiction                        | [ 34 ] |
| 1981 | Jeff Duntemann           | "Cold Hands" | Asimov's Science Fiction                                         | [ 34 ] |
| 1981 | Jeff Duntemann           | "Guardian" | Asimov's Science Fiction                                         | [ 34 ] |
| 1982 | John Varley*             | "The Pusher" | The Magazine of Fantasy & Science Fiction                        | [ 35 ] |
| 1982 | Gene Wolfe               | "The Woman the Unicorn Loved" | Asimov's Science Fiction                                         | [ 35 ] |
| 1982 | S. P. Somtow             | "Absent Thee from Felicity Awhile" | Analog Science Fact & Fiction                                    | [ 35 ] |
| 1982 | George Guthridge         | "The Quiet" | The Magazine of Fantasy & Science Fiction                        | [ 35 ] |
| 1983 | Spider Robinson*         | "Melancholy Elephants" | Analog Science Fact & Fiction                                    | [ 36 ] |
| 1983 | Ursula K. Le Guin        | "Sur" | The New Yorker                                                   | [ 36 ] |
| 1983 | Alice Sheldon            | "The Boy Who Waterskied to Forever" | The Magazine of Fantasy & Science Fiction                        | [ 36 ] |
| 1983 | Bruce Sterling           | "Spider Rose" | The Magazine of Fantasy & Science Fiction                        | [ 36 ] |
| 1983 | Howard Waldrop           | "Ike at the Mike" | OMNI                                                             | [ 36 ] |
| 1984 | Octavia E. Butler*       | "Speech Sounds" | Asimov's Science Fiction                                         | [ 37 ] |
| 1984 | Frederik Pohl            | "Servant of the People" | Analog Science Fact & Fiction                                    | [ 37 ] |
| 1984 | Hilbert Schenck          | "The Geometry of Narrative"" | Analog Science Fact & Fiction                                    | [ 37 ] |
| 1984 | Gardner Dozois           | "The Peacemaker" | Asimov's Science Fiction                                         | [ 37 ] |
| 1984 | William F. Wu            | "Wong's Lost and Found Emporium" | Amazing Stories                                                  | [ 37 ] |
| 1985 | David Brin*              | "The Crystal Spheres" | Analog Science Fact & Fiction                                    | [ 38 ] |
| 1985 | George Alec Effinger     | "The Aliens Who Knew, I Mean, Everything" | The Magazine of Fantasy & Science Fiction                        | [ 38 ] |
| 1985 | Karen Lee Killough       | "Symphony for a Lost Traveler" | Analog Science Fact & Fiction                                    | [ 38 ] |
| 1985 | Lucius Shepard           | "Salvador" | The Magazine of Fantasy & Science Fiction                        | [ 38 ] |
| 1985 | Kim Stanley Robinson     | "Ridge Running" | The Magazine of Fantasy & Science Fiction                        | [ 38 ] |
| 1985 | Steven Gould             | "Rory" | Analog Science Fact & Fiction                                    | [ 38 ] |
| 1986 | Frederik Pohl*           | "Fermi and Frost" | Asimov's Science Fiction                                         | [ 39 ] |
| 1986 | Howard Waldrop           | "Flying Saucer Rock & Roll" | OMNI                                                             | [ 39 ] |
| 1986 | John Crowley             | "Snow" | OMNI                                                             | [ 39 ] |
| 1986 | Bruce Sterling           | "Dinner in Audoghast" | Asimov's Science Fiction                                         | [ 39 ] |
| 1986 | William F. Wu            | "Hong's Bluff" | OMNI                                                             | [ 39 ] |
| 1987 | Greg Bear*               | "Tangents" | OMNI                                                             | [ 40 ] |
| 1987 | Isaac Asimov             | "Robot Dreams" | Berkley Books (Robot Dreams)                                     | [ 40 ] |
| 1987 | Nancy Springer           | "The Boy Who Plaited Manes" | The Magazine of Fantasy & Science Fiction                        | [ 40 ] |
| 1987 | David S. Garnett         | "Still Life" | The Magazine of Fantasy & Science Fiction                        | [ 40 ] |
| 1987 | James Patrick Kelly      | "Rat" | The Magazine of Fantasy & Science Fiction                        | [ 40 ] |
| 1988 | Lawrence Watt-Evans*     | "Why I Left Harry's All-Night Hamburgers" | Asimov's Science Fiction                                         | [ 41 ] |
| 1988 | Kate Wilhelm             | "Forever Yours, Anna" | OMNI                                                             | [ 41 ] |
| 1988 | Pat Cadigan              | "Angel" | Asimov's Science Fiction                                         | [ 41 ] |
| 1988 | Howard Waldrop           | "Night of the Cooters" | OMNI                                                             | [ 41 ] |
| 1988 | Karen Joy Fowler         | "The Faithful Companion at Forty" | Asimov's Science Fiction                                         | [ 41 ] |
| 1988 | Lisa Goldstein           | "Cassandra's Photographs" | Asimov's Science Fiction                                         | [ 41 ] |
| 1989 | Mike Resnick*            | "Kirinyaga" | Fantasy & Science Fiction                                        | [ 42 ] |
| 1989 | David Brin               | "The Giving Plague" | Interzone                                                        | [ 42 ] |
| 1989 | Geoffrey A. Landis       | "Ripples in the Dirac Sea" | Asimov's Science Fiction                                         | [ 42 ] |
| 1989 | Bruce Sterling           | "Our Neural Chernobyl" | Fantasy & Science Fiction                                        | [ 42 ] |
| 1989 | Eileen Gunn              | "Stable Strategies for Middle Management" | Asimov's Science Fiction                                         | [ 42 ] |
| 1989 | Jack McDevitt            | "The Fort Moxie Branch" | Doubleday (Full Spectrum #1)                                     | [ 42 ] |
| 1990 | Suzy McKee Charnas*      | "Boobs" | Asimov's Science Fiction                                         | [ 43 ] |
| 1990 | Orson Scott Card         | "Lost Boys" | Fantasy & Science Fiction                                        | [ 43 ] |
| 1990 | Eileen Gunn              | "Computer Friendly" | Asimov's Science Fiction                                         | [ 43 ] |
| 1990 | Larry Niven              | "The Return of William Proxmire" | Bantam Spectra (What Might Have Been? Vol. 1: Alternate Empires) | [ 43 ] |
| 1990 | Michael Swanwick         | "The Edge of the World" | Asimov's Science Fiction                                         | [ 43 ] |
| 1990 | Bruce Sterling           | "Dori Bangs" | Asimov's Science Fiction                                         | [ 43 ] |
| 1991 | Terry Bisson*            | "Bears Discover Fire" | Asimov's Science Fiction                                         | [ 44 ] |
| 1991 | Connie Willis            | "Cibola" | Asimov's Science Fiction                                         | [ 44 ] |
| 1991 | Charles Sheffield        | "Godspeed" | Analog Science Fact & Fiction                                    | [ 44 ] |
| 1991 | Robert Reed              | "The Utility Man" | Asimov's Science Fiction                                         | [ 44 ] |
| 1991 | W. R. Thompson           | "VRM-547" | Analog Science Fact & Fiction                                    | [ 44 ] |
| 1992 | Geoffrey A. Landis*      | "A Walk in the Sun" | Asimov's Science Fiction                                         | [ 45 ] |
| 1992 | Mike Resnick             | "One Perfect Morning, With Jackals" | Asimov's Science Fiction                                         | [ 45 ] |
| 1992 | Connie Willis            | "In the Late Cretaceous" | Asimov's Science Fiction                                         | [ 45 ] |
| 1992 | Mike Resnick             | "Winter Solstice" | Fantasy & Science Fiction                                        | [ 45 ] |
| 1992 | Terry Bisson             | "Press Ann" | Asimov's Science Fiction                                         | [ 45 ] |
| 1992 | John Kessel              | "Buffalo" | Fantasy & Science Fiction                                        | [ 45 ] |
| 1992 | Martha Soukup            | "Dog's Life" | Amazing Stories                                                  | [ 45 ] |
| 1993 | Connie Willis*           | "Even the Queen" | Asimov's Science Fiction                                         | [ 46 ] |
| 1993 | Nancy Kress              | "The Mountain to Mohammed" | Asimov's Science Fiction                                         | [ 46 ] |
| 1993 | Mike Resnick             | "The Lotus and the Spear" | Asimov's Science Fiction                                         | [ 46 ] |
| 1993 | Martha Soukup            | "The Arbitrary Placement of Walls" | Asimov's Science Fiction                                         | [ 46 ] |
| 1993 | Nicholas A. DiChario     | "The Winterberry" | Tor Books (Alternate Kennedys)                                   | [ 46 ] |
| 1994 | Connie Willis*           | "Death on the Nile" | Asimov's Science Fiction                                         | [ 47 ] |
| 1994 | Mike Resnick             | "Mwalimu in the Squared Circ" | Asimov's Science Fiction                                         | [ 47 ] |
| 1994 | Martha Soukup            | "The Story So Far" | Doubleday (Full Spectrum #1)                                     | [ 47 ] |
| 1994 | Bridget McKenna          | "The Good Pup" | Fantasy & Science Fiction                                        | [ 47 ] |
| 1994 | Terry Bisson             | "England Underway" | OMNI                                                             | [ 47 ] |
| 1995 | Joe Haldeman*            | "None So Blind" | Asimov's Science Fiction                                         | [ 48 ] |
| 1995 | Kate Wilhelm             | "I Know What You're Thinking" | Asimov's Science Fiction                                         | [ 48 ] |
| 1995 | Mike Resnick             | "Barnaby in Exile" | Asimov's Science Fiction                                         | [ 48 ] |
| 1995 | Terry Bisson             | "Dead Man's Curve" | Asimov's Science Fiction                                         | [ 48 ] |
| 1995 | Barry N. Malzberg        | "Understanding Entropy" | SF Gate                                                          | [ 48 ] |
| 1995 | M. Shayne Bell           | "Mrs. Lincoln's China" | Asimov's Science Fiction                                         | [ 48 ] |
| 1996 | Maureen F. McHugh*       | "The Lincoln Train" | Fantasy & Science Fiction                                        | [ 49 ] |
| 1996 | Esther Friesner          | "A Birthday" | Fantasy & Science Fiction                                        | [ 49 ] |
| 1996 | Michael A. Burstein      | "TeleAbsence" | Analog Science Fiction and Fact                                  | [ 49 ] |
| 1996 | Tony Daniel              | "Life on the Moon" | Asimov's Science Fiction                                         | [ 49 ] |
| 1996 | Michael Swanwick         | "Walking Out" | Asimov's Science Fiction                                         | [ 49 ] |
| 1997 | Connie Willis*           | "The Soul Selects Her Own Society: Invasion and Repulsion: A Chronological Reinterpretation of Two of Emily Dickinson's Poems: A Wellsian Perspective" | Asimov's Science Fiction                                         | [ 50 ] |
| 1997 | James White              | "Un-Birthday Boy" | Analog Science Fiction and Fact                                  | [ 50 ] |
| 1997 | Michael Swanwick         | "The Dead" | Tor Books (Starloght #1)                                         | [ 50 ] |
| 1997 | Robert Reed              | "Decency" | Asimov's Science Fiction                                         | [ 50 ] |
| 1997 | John Crowley             | "Gone" | Fantasy & Science Fiction                                        | [ 50 ] |
| 1998 | Mike Resnick*            | "The 43 Antarean Dynasties" | Asimov's Science Fiction                                         | [ 51 ] |
| 1998 | James Patrick Kelly      | "Itsy Bitsy Spider" | Asimov's Science Fiction                                         | [ 51 ] |
| 1998 | Gene Wolfe               | "No Planets Strike" | Fantasy & Science Fiction                                        | [ 51 ] |
| 1998 | Robert J. Sawyer         | "The Hand You're Dealt" | Tor Books (Free Space)                                           | [ 51 ] |
| 1998 | Karen Joy Fowler         | "Standing Room Only" | Asimov's Science Fiction                                         | [ 51 ] |
| 1998 | Andy Duncan              | "Beluthahatchie" | Asimov's Science Fiction                                         | [ 51 ] |
| 1999 | Michael Swanwick*        | "The Very Pulse of the Machine" | Asimov's Science Fiction                                         | [ 52 ] |
| 1999 | Bruce Sterling           | "Maneki Neko" | Fantasy & Science Fiction                                        | [ 52 ] |
| 1999 | Michael Swanwick         | "Radiant Doors" | Asimov's Science Fiction                                         | [ 52 ] |
| 1999 | Michael Swanwick         | "Wild Minds" | Asimov's Science Fiction                                         | [ 52 ] |
| 1999 | Michael A. Burstein      | "Cosmic Corkscrew" | Analog Science Fiction and Fact                                  | [ 52 ] |
| 1999 | Robert Reed              | "Whiptail" | Asimov's Science Fiction                                         | [ 52 ] |
| 2000 | Michael Swanwick*        | "Scherzo with Tyrannosaur" | Asimov's Science Fiction                                         | [ 53 ] |
| 2000 | Michael Swanwick         | "Ancient Engines" | Asimov's Science Fiction                                         | [ 53 ] |
| 2000 | Mike Resnick             | "Hothouse Flowers" | Asimov's Science Fiction                                         | [ 53 ] |
| 2000 | Terry Bisson             | "macs" | Fantasy & Science Fiction                                        | [ 53 ] |
| 2000 | Nicholas A. DiChario     | "Sarajevo" | Fantasy & Science Fiction                                        | [ 53 ] |
| 2001 | David Langford*          | "Different Kinds of Darkness" | Fantasy & Science Fiction                                        | [ 54 ] |
| 2001 | Michael A. Burstein      | "Kaddish for the Last Survivor" | Analog Science Fiction and Fact                                  | [ 54 ] |
| 2001 | Michael Swanwick         | "Moon Dogs" | Asimov's Science Fiction                                         | [ 54 ] |
| 2001 | Mike Resnick             | "The Elephants on Neptune" | Asimov's Science Fiction                                         | [ 54 ] |
| 2001 | Stephen Baxter           | "The Gravity Mine" | Asimov's Science Fiction                                         | [ 54 ] |
| 2002 | Michael Swanwick*        | "The Dog Said Bow-Wow" | Asimov's Science Fiction                                         | [ 55 ] |
| 2002 | Ursula K. Le Guin        | "The Bones of the Earth" | Harcourt (Tales from Earthsea)                                   | [ 55 ] |
| 2002 | Mike Resnick             | "Old MacDonald Had a Farm" | Asimov's Science Fiction                                         | [ 55 ] |
| 2002 | Stephen Baxter           | "The Ghost Pit" | Asimov's Science Fiction                                         | [ 55 ] |
| 2002 | Michael A. Burstein      | "Spaceships" | Analog Science Fiction and Fact                                  | [ 55 ] |
| 2003 | Geoffrey A. Landis*      | "Falling Onto Mars" | Analog Science Fiction and Fact                                  | [ 56 ] |
| 2003 | Michael Swanwick         | "'Hello,' Said the Stick" | Analog Science Fiction and Fact                                  | [ 56 ] |
| 2003 | Michael Swanwick         | "The Little Cat Laughed to See Such Sport" | Asimov's Science Fiction                                         | [ 56 ] |
| 2003 | Jeffrey Ford             | "Creation" | Fantasy & Science Fiction                                        | [ 56 ] |
| 2003 | Molly Gloss              | "Lambing Season" | Asimov's Science Fiction                                         | [ 56 ] |
| 2004 | Neil Gaiman*             | "A Study in Emerald" | Del Rey Books (Shadows Over Baker Street)                        | [ 57 ] |
| 2004 | Michael A. Burstein      | "Paying It Forward" | Analog Science Fiction and Fact                                  | [ 57 ] |
| 2004 | Mike Resnick             | "Robots Don't Cry" | Asimov's Science Fiction                                         | [ 57 ] |
| 2004 | Joe Haldeman             | "Four Short Novels" | Fantasy & Science Fiction                                        | [ 57 ] |
| 2004 | David D. Levine          | "The Tale of the Golden Eagle" | Fantasy & Science Fiction                                        | [ 57 ] |
| 2005 | Mike Resnick*            | "Travels with My Cats" | Asimov's Science Fiction                                         | [ 58 ] |
| 2005 | James Patrick Kelly      | "The Best Christmas Ever" | Scifi.com                                                        | [ 58 ] |
| 2005 | Mike Resnick             | "A Princess of Earth" | Asimov's Science Fiction                                         | [ 58 ] |
| 2005 | Robert J. Sawyer         | "Shed Skin" | Analog Science Fiction and Fact                                  | [ 58 ] |
| 2005 | Michael A. Burstein      | "Decisions" | Analog Science Fiction and Fact                                  | [ 58 ] |
| 2006 | David D. Levine*         | "Tk'tk'tk" | Asimov's Science Fiction                                         | [ 59 ] |
| 2006 | Michael A. Burstein      | "Seventy-Five Years" | Analog Science Fiction and Fact                                  | [ 59 ] |
| 2006 | Dominic Green            | "The Clockwork Atom Bomb" | Interzone                                                        | [ 59 ] |
| 2006 | Margo Lanagan            | "Singing My Sister Down" | Eos (Black Juice)                                                | [ 59 ] |
| 2006 | Mike Resnick             | "Down Memory Lane" | Asimov's Science Fiction                                         | [ 59 ] |
| 2007 | Tim Pratt*               | "Impossible Dreams" | Asimov's Science Fiction                                         | [ 60 ] |
| 2007 | Neil Gaiman              | "How to Talk to Girls at Parties" | William Morrow and Company (Fragile Things)                      | [ 60 ] |
| 2007 | Robert Reed              | "Eight Episodes" | Asimov's Science Fiction                                         | [ 60 ] |
| 2007 | Bruce McAllister         | "Kin" | Asimov's Science Fiction                                         | [ 60 ] |
| 2007 | Benjamin Rosenbaum       | "The House Beyond Your Sky" | Strange Horizons                                                 | [ 60 ] |
| 2008 | Elizabeth Bear*          | "Tideline" | Asimov's Science Fiction                                         | [ 61 ] |
| 2008 | Michael Swanwick         | "A Small Room in Koboldtown" | Asimov's Science Fiction                                         | [ 61 ] |
| 2008 | Stephen Baxter           | "Last Contact" | Solaris Books (The Solaris Book of New Science Fiction #1)       | [ 61 ] |
| 2008 | Ken MacLeod              | "Who's Afraid of Wolf 359?" | Eos (The New Space Opera)                                        | [ 61 ] |
| 2008 | Mike Resnick             | "Distant Replay" | Asimov's Science Fiction                                         | [ 61 ] |
| 2009 | Ted Chiang*              | "Exhalation" | Night Shade Books (Eclipse #2)                                   | [ 62 ] |
| 2009 | Kij Johnson              | "26 Monkeys, Also the Abyss" | Asimov's Science Fiction                                         | [ 62 ] |
| 2009 | Michael Swanwick         | "From Babel's Fall'n Glory We Fled" | Asimov's Science Fiction                                         | [ 62 ] |
| 2009 | Mary Robinette Kowal     | "Evil Robot Monkey" | Solaris Books (The Solaris Book of New Science Fiction #2)       | [ 62 ] |
| 2009 | Mike Resnick             | "Article of Faith" | Jim Baen's Universe                                              | [ 62 ] |
| 2010 | Will McIntosh*           | "Bridesicle" | Asimov's Science Fiction                                         | [ 63 ] |
| 2010 | Mike Resnick             | "The Bride of Frankenstein"" | Asimov's Science Fiction                                         | [ 63 ] |
| 2010 | Lawrence M. Schoen       | "The Moment" | Hadley Rille Books (Footprints)                                  | [ 63 ] |
| 2010 | N. K. Jemisin            | "Non-Zero Probabilities" | Clarkesworld Magazine                                            | [ 63 ] |
| 2010 | Kij Johnson              | "Spar" | Clarkesworld Magazine                                            | [ 63 ] |
| 2011 | Mary Robinette Kowal*    | "For Want of a Nail" | Asimov's Science Fiction                                         | [ 64 ] |
| 2011 | Carrie Vaughn            | "Amaryllis" | Lightspeed Magazine                                              | [ 64 ] |
| 2011 | Kij Johnson              | "Ponies" | Tor.com                                                          | [ 64 ] |
| 2011 | Peter Watts              | "The Things" | Clarkesworld Magazine                                            | [ 64 ] |
| 2012 | Ken Liu*                 | "The Paper Menagerie" | Fantasy & Science Fiction                                        | [ 65 ] |
| 2012 | E. Lily Yu               | "The Cartographer Wasps and the Anarchist Bees" | Clarkesworld Magazine                                            | [ 65 ] |
| 2012 | Mike Resnick             | "The Homecoming" | Asimov's Science Fiction                                         | [ 65 ] |
| 2012 | Nancy Fulda              | "Movement" | Asimov's Science Fiction                                         | [ 65 ] |
| 2012 | John Scalzi              | "Shadow War of the Night Dragons: Book One: The Dead City: Prologue"                                                                                   | Tor.com                                                          | [ 65 ] |
| 2013 | Ken Liu*                 | "Mono no Aware" | Viz Media                                                        | [ 66 ] |
| 2013 | Aliette de Bodard        | "Immersion" | Clarkesworld Magazine                                            | [ 66 ] |
| 2013 | Kij Johnson              | "Mantis Wives" | Clarkesworld Magazine                                            | [ 66 ] |

### Retro Hugos
Começando com a Worldcon de 1996, a World Science Fiction Society criou o conceito de "Retro Hugos", em que o Prêmio Hugo pode ser retroativamente entregue para trabalhos de 50, 75 ou 100 anos antes. Retro Hugos apenas podem ser entregues para anos quando uma Worldcon foi realizada, porém nenhum prêmio foi originalmente entregue. Retro Hugos foram entregues três vezes, para 1946, 1951 e 1954. Todos os prêmios foram entregues 50 anos depois.
| Ano  | Ano entregue | Autor             | Conto                                   | Editora ou publicação                              | Ref    |
| ---- | ------------ | ----------------- | --------------------------------------- | -------------------------------------------------- | ------ |
| 1946 | 1996         | Hal Clement*      | "Uncommon Sense"                        | Astounding Science-Fiction                         | [ 67 ] |
| 1946 | 1996         | Murray Leinster   | "The Ethical Equations"                 | Astounding Science-Fiction                         | [ 67 ] |
| 1946 | 1996         | Fredric Brown     | "The Waveries"                          | Astounding Science-Fiction                         | [ 67 ] |
| 1946 | 1996         | Lewis Padgett     | "What You Need"                         | Astounding Science-Fiction                         | [ 67 ] |
| 1946 | 1996         | Raymond F. Jones  | "Correspondence Course"                 | Astounding Science-Fiction                         | [ 67 ] |
| 1951 | 2001         | Damon Knight*     | "To Serve Man"                          | Galaxy Science Fiction                             | [ 68 ] |
| 1951 | 2001         | Fritz Leiber      | "Coming Attraction"                     | Galaxy Science Fiction                             | [ 68 ] |
| 1951 | 2001         | Richard Matheson  | "Born of Man and Woman"                 | The Magazine of Fantasy & Science Fiction          | [ 68 ] |
| 1951 | 2001         | A. J. Deutsch     | "A Subway Named Mobius"                 | Astounding Science-Fiction                         | [ 68 ] |
| 1951 | 2001         | Reginald Bretnor  | "The Gnurrs Come from the Voodvork Out" | The Magazine of Fantasy & Science Fiction          | [ 68 ] |
| 1954 | 2004         | Arthur C. Clarke* | "The Nine Billion Names of God"         | Ballantine Books (Star Science Fiction Stories #1) | [ 69 ] |
| 1954 | 2004         | Jerome Bixby      | "It's a Good Life"                      | Ballantine Books (Star Science Fiction Stories #2) | [ 69 ] |
| 1954 | 2004         | Alfred Bester     | "Star Light, Star Bright"               | The Magazine of Fantasy & Science Fiction          | [ 69 ] |
| 1954 | 2004         | Theodore Sturgeon | "A Saucer of Loneliness"                | Galaxy Science Fiction                             | [ 69 ] |
| 1954 | 2004         | Robert Sheckley   | "Seventh Victim"                        | Galaxy Science Fiction                             | [ 69 ] |